# پیتزو بارون
پیتزو بارون (به لاتین: Pizzo Barone) یک کوه در سوئیس است که در کانتون تیچینو واقع شده‌است. پیتزو بارون ۲٬۸۶۴ متر بالاتر از سطح دریا واقع شده‌است.